# Monarea fasciipennis
Monarea fasciipennis är en stekelart som först beskrevs av Szepligeti 1902.  Monarea fasciipennis ingår i släktet Monarea och familjen bracksteklar. Utöver nominatformen finns också underarten M. f. basalis.